# Kasansa (Tanzania)
Kasansa è una circoscrizione rurale (rural ward) della Tanzania situata nel distretto di Mpimbwe, regione di Katavi. Conta una popolazione di 10 785 abitanti (censimento 2022).